# Thinocorus
Thinocorus és un gènere d'ocells de la família dels tinocòrids (Thicocoridae) que habita a la zona meridional d'Amèrica del Sud.

## Taxonomia
Segons la classificació del Congrés Ornitològic Internacional (versió 2.5, 2010) aquest gènere està format per dues espècies:
- tinocor menut (Thinocorus rumicivorus).
- tinocor pitgrís (Thinocorus orbignyianus).